# Nemosoma fascicolle
Nemosoma fascicolle là một loài bọ cánh cứng trong họ Trogossitidae. Loài này được Hampe miêu tả khoa học năm 1865.